# Aoplus thujarum
Aoplus thujarum är en stekelart som beskrevs av Heinrich 1961. Aoplus thujarum ingår i släktet Aoplus och familjen brokparasitsteklar. Inga underarter finns listade i Catalogue of Life.